# Сера Широко (Палермо)
Сера Широко је насеље у Италији у округу Палермо, региону Сицилија.
Према процени из 2011. у насељу је живело 65 становника. Насеље се налази на надморској висини од 143 м.